# Mare Insularum
Mare Insularum ("Øernes Hav") er et mareområde på Månen, som er beliggende i Insularum-bassinet lige syd for Mare Imbrium ("Regnskyllenes Hav"). Bassinmaterialet er fra Nedre Imbrian epoken, mens Mare Insularums materiale er fra Øvre Imbrian epoken. Mare Insularum grænser op til nedslagskraterne Copernicus mod øst og Kepler mod vest. Oceanus Procellarum ("Stormenes Ocean") støder op til det mod sydvest.
Copernicus er et af de mere bemærkelsesværdige kratere på Månen. Strålerne  (udkastningerne) fra både Kepler og Copernicus strækker sig ind i det. Det er også beliggende tæt på Fra Mauro-krateret.
Sinus Aestuum (latin for Varmens Bugt) danner en nordøstlig udvidelse af mareområdet.